# Triangle (série de televisão)
Triangle (hangul: 트라이앵글; rr: Teuraiaenggeul) é uma série de televisão sul-coreana exibida pela MBC TV de 5 de maio a 29 de julho de 2014.

## Enredo
Jang Dong-soo, Jang Dong-chul e Jang Dong-woo são três irmãos que se separaram em uma idade jovem depois que seu pai morreu e sua mãe os deixou. Reúnem-se novamente 20 anos mais tarde, mas desconhecem os seus laços de sangue, seus caminhos malfadado convergem em território casino onde eles encontram-se em desacordo com o outro.

## Elenco

### Elenco principal
- Kim Jaejoong como Jang Dong-chul / Heo Young-dal[4][5][6][7][8]
- Lee Beom-soo como Jang Dong-soo
  - Noh Young-hak como Jang Dong-soo (jovem)
- Yim Si-wan como Jang Dong-woo / Yoon Yang-ha
- Oh Yeon-soo como Hwang Shin-hye
  - Kim So-hyun como Hwang Shin-hye (jovem)[9]
- Baek Jin-hee como Oh Jung-hee[10][11][12]

### Elenco de apoio
- Park Ji-yeon como Sung Yoo-jin (episódio 15 em diante)
- Kang Shin-il como Hwang Jung-man
- Jang Dong-jik como Hyun Pil-sang
- Kim Byung-ki como presidente Yoon
- Hong Seok-cheon como Man-kang
- Lee Yoon-mi como Senhora Kang
- Shin Seung-hwan como Yang Jang-soo
- Im Ha-ryong como Yang Man-choon
- Kim Ji-young como a avó de Jung-hee
- Kim Joo-yeob como Oh Byung-tae
- Park Min-soo como Oh Byung-soo
- Jung Ji-yoon como Kang Hyun-mi
- Jo Won-hee como Kang Chul-min
- Wi Yang-ho como Tak Jae-geol
- Park Hyo-joo como Kang Jin
- Son Ji-hoon como o detetive Lee
- Im Ki-hyuk como o detetive Min
- Kim Byung-ok como Go Bok-tae
- Jo Sung-hyun como Kim Sang-moo
- Yeo Ho-min como Gong Soo-chang
- Jung Kyung-soon como Senhora Paju
- Naya como Lee Soo-jung
- Baek Shin como o detetive Gook
- Park Won-sook como Heo Choon-hee
- Choo Sung-hoon como executor quadrilha (camafeu)[13][14][15]

## Recepção
Na tabela abaixo, os números azuis representam as audiências mais baixas e os números vermelhos representam as audiências mais elevadas.
| Episódio | Data de transmissão original | Audiência média | Audiência média              | Audiência média | Audiência média              |
| Episódio | Data de transmissão original | TNmS Ratings    | TNmS Ratings                 | AGB Nielsen     | AGB Nielsen                  |
| Episódio | Data de transmissão original | Em todo o país  | Região Metropolitana de Seul | Em todo o país  | Região Metropolitana de Seul |
| -------- | ---------------------------- | --------------- | ---------------------------- | --------------- | ---------------------------- |
| 1        | 5 de maio de 2014            | 9.0%            | 10.3%                        | 8.9%            | 9.7%                         |
| 2        | 6 de maio de 2014            | 8.6%            | 10.2%                        | 9.6%            | 11.1%                        |
| 3        | 12 de maio de 2014           | 7.1%            | 8.9%                         | 7.5%            | 8.1%                         |
| 4        | 13 de maio de 2014           | 7.4%            | 8.9%                         | 7.4%            | 7.9%                         |
| 5        | 19 de maio de 2014           | 7.0%            | 8.2%                         | 7.3%            | 8.2%                         |
| 6        | 20 de maio de 2014           | 7.5%            | 8.8%                         | 6.8%            | 7.1%                         |
| 7        | 26 de maio de 2014           | 6.9%            | 8.5%                         | 6.7%            | 6.9%                         |
| 8        | 27 de maio de 2014           | 7.7%            | 9.5%                         | 6.3%            | 5.8%                         |
| 9        | 2 de junho de 2014           | 6.6%            | 8.2%                         | 6.4%            | 7.3%                         |
| 10       | 3 de junho de 2014           | 7.3%            | 8.7%                         | 6.7%            | 7.0%                         |
| 11       | 9 de junho de 2014           | 7.0%            | 8.5%                         | 6.2%            | 6.7%                         |
| 12       | 10 de junho de 2014          | 6.9%            | 8.8%                         | 6.2%            | 6.9%                         |
| 13       | 16 de junho de 2014          | 7.1%            | 8.9%                         | 5.7%            | 6.2%                         |
| 14       | 17 de junho de 2014          | 7.7%            | 9.4%                         | 7.7%            | 8.2%                         |
| 15       | 23 de junho de 2014          | 8.0%            | 10.4%                        | 7.5%            | 7.7%                         |
| 16       | 24 de junho de 2014          | 9.2%            | 11.8%                        | 8.6%            | 9.2%                         |
| 17       | 30 de junho de 2014          | 8.2%            | 10.5%                        | 7.4%            | 8.0%                         |
| 18       | 1 de julho de 2014           | 8.4%            | 10.2%                        | 8.9%            | 10.0%                        |
| 19       | 7 de julho de 2014           | 8.3%            | 11.1%                        | 9.0%            | 10.0%                        |
| 20       | 8 de julho de 2014           | 8.6%            | 11.8%                        | 9.5%            | 10.3%                        |
| 21       | 14 de julho de 2014          | 7.9%            | 10.9%                        | 9.1%            | 10.4%                        |
| 22       | 15 de julho de 2014          | 9.5%            | 12.7%                        | 10.0%           | 11.2%                        |
| 23       | 21 de julho de 2014          | 8.8%            | 11.2%                        | 9.5%            | 9.9%                         |
| 24       | 22 de julho de 2014          | 9.1%            | 11.5%                        | 10.0%           | 11.6%                        |
| 25       | 28 de julho de 2014          | 8.8%            | 11.6%                        | 9.2%            | 10.5%                        |
| 26       | 29 de julho de 2014          | 10.3%           | 13.2%                        | 10.5%           | 12.2%                        |
| Média    | Média                        | 8.0%            | 10.1%                        | 8.0%            | 8.8%                         |

## Prêmios e indicações
| Ano  | Prêmio                                  | Categoria                  | Indicado     | Resultado |
| ---- | --------------------------------------- | -------------------------- | ------------ | --------- |
| 2014 | Korea Drama Awards                      | Prêmio de Excelência, Ator | Kim Jaejoong | Venceu    |
| 2014 | Seoul International Youth Film Festival | Melhor Atriz Revelação     | Park Ji-yeon | Indicado  |

## Exibição
| País          | Emissora         | Data de estréia        | Data de final         | Título         |
| ------------- | ---------------- | ---------------------- | --------------------- | -------------- |
| Coreia do Sul | MBC              | 5 de maio de 2014      | 29 de julho de 2014   | 트라이앵글     |
| Tailândia     | PPTV HD          | 4 de outubro de 2014   | 3 de janeiro de 2015  | Triangle       |
| Japão         | DATV             | 2 de novembro de 2014  | 19 de abril de 2015   | トライアングル |
| Japão         | CSTV             | 21 de maio de 2015     | 13 de agosto de 2015  | トライアングル |
| Singapura     | Oh!K TV          | 18 de dezembro de 2014 | 3 de março de 2015    | Triangle       |
| Hong Kong     | TVB Korean Drama | 14 de junho de 2015    | 6 de setembro de 2015 | Triangle       |